# Wkłucie (film 2011)
Wkłucie (ang. Puncture) – amerykański film obyczajowy z 2011 roku w reżyserii Adama i Marka Kassenów. Wyprodukowana przez Millennium Entertainment.
Światowa premiera filmu miała miejsce 21 kwietnia 2011 roku podczas Festiwalu Filmowego w Tribece w Nowym Jorku.

## Opis fabuły
Prawnicy Mike Weiss (Chris Evans) i Paul Danziger (Mark Kassen) zajmują się sprawą pielęgniarki Vicky (Vinessa Shaw), która została zarażona HIV przez agresywnego pacjenta. Kobieta pokazuje adwokatom bezpieczne strzykawki. Razem stają do walki z medycznym lobby.

## Obsada
- Chris Evans jako Michael David "Mike" Weiss
- Mark Kassen jako Paul Danziger
- Marshall Bell jako Jeffrey Dancort
- Michael Biehn jako Red
- Vinessa Shaw jako Vicky
- Jesse L. Martin jako Daryl King
- Brett Cullen jako Nathaniel Price
- Kate Burton jako Senator O'Reilly
- Roxanna Hope jako Sylvia
- Jennifer Blanc jako Stephany
- W. Mark Lanier jako on sam